# Berkousche Molen
De Berkousche Molen is een deels afgebroken molen in Ouderkerk aan den IJssel, in de Nederlandse provincie Zuid-Holland. De molen staat aan de IJsseldijk Noord, enige kilometers ten noordoosten van de bebouwde kom van Ouderkerk. De molen werd gebouwd in 1867 om de polder Berkenwoude te bemalen
en was een bovenmolen voor de Berkenwoudse ondermolen. Reeds in 1917 werd de Berkousche Molen grotendeels afgebroken. De molen is tegenwoordig in gebruik als woonhuis.